# Међународни аеродром Сан Хозе
Међународни аеродром Сан Хозе Минета (IATA: SJC, ICAO: KSJC) званично Међународни аеродром Норман И. Минета Сан Хозе  — је јавни аеродром у власништву града у Сан Хозеу, Калифорнија. Налази се 4,8 км северозападно од центра Сан Хозеа, аеродром опслужује и град и регион долине Санта Кларе у ширем подручју залива. Име је добио Норману Минети, бившем министру за саобраћај Сједињених Држава и министру трговине Сједињених Држава, који је такође био градоначелник Сан Хозеа и градски одборник Сан Хозеа.
Док је Сан Хозе највећи град у Заливској области, SJC је други најпрометнији аеродром у области залива по укрцавању путника, иза Међународног аеродрома у Сан Франциску.  Поред тога, аеродром је такође званична међународна улазна тачка за царинску и граничну заштиту.  2021. години, 54% одлазећих или долазећих путника летело је Саутвест ерлајнс-ом; Аљаска ерлајнс је била друга најпопуларнија авиокомпанија, са око 19% путника. 

## Објекти и авиони
Међународни аеродром Норман И. Минета Сан Јосе покрива 420 ха на надморској висини од 19 м. Има две активне писте. Раздвајање писте је мање него идеално: 700 стопа између средишњих линија.
28. фебруара 2018. аеродром је имао 181.686 летова авиона, у просеку 498 дневно: 66% авио-компанија, 13% авио такси, 20% општа авијација и <1% војска. На аеродрому су тада била базирана 133 авиона: 46% једномоторних, 12% вишемоторних, 39% млазних и 3% хеликоптера. 
Од 1960. до 2010. Државни универзитет Сан Хозе је управљао објектом за симулатор летења за свој програм авијације у зградама у југоисточном углу аеродрома.

## Терминали
На аеродрому постоје два терминала, Терминал А отворен 1990. и Терминал B отворен 2010. Терминали су повезани са стране аеродрома. Прва модерна терминална зграда аеродрома, Терминал C, отворена је 1965., а затворена је и срушена 2010. Њена локација је сада краткорочни паркинг, али ће се користити за другу фазу Терминала B када тај објекат буде изграђен.

## Авио-компаније и дестинације

### Редовне  линије
| Airlines           | Destinations | Refs   |
| ------------------ | --- | ------ |
| Alaska Airlines    | Boise, Guadalajara, Honolulu (ends March 19, 2025), Kahului (ends March 22, 2025), Kailua-Kona, Lihue, Los Angeles, Portland (OR), Puerto Vallarta, San Diego, San José del Cabo, Seattle/Tacoma | [ 8 ]  |
| American Airlines  | Dallas/Fort Worth, Phoenix–Sky Harbor | [ 9 ]  |
| American Eagle     | Phoenix–Sky Harbor | [ 9 ]  |
| Delta Air Lines    | Atlanta, Minneapolis/St. Paul, Salt Lake City Seasonal: Detroit (resumes July 7, 2025) | [ 11 ] |
| Delta Connection   | Las Vegas (resumes June 8, 2025), Los Angeles, Salt Lake City, Seattle/Tacoma | [ 11 ] |
| Frontier Airlines  | Denver, Las Vegas, Los Angeles, Phoenix–Sky Harbor | [ 13 ] |
| Hawaiian Airlines  | Honolulu, Kahului | [ 14 ] |
| Southwest Airlines | Austin, Baltimore (resumes June 5, 2025), Boise, Burbank, Chicago–Midway, Dallas–Love, Denver, Eugene, Honolulu, Houston–Hobby, Kahului, Las Vegas, Long Beach, Los Angeles, Nashville, Ontario, Orange County, Palm Springs, Phoenix–Sky Harbor, Portland (OR), Reno/Tahoe, Salt Lake City, San Diego, Seattle/Tacoma, Spokane Seasonal: St. Louis | [ 16 ] |
| Spirit Airlines    | Burbank, Dallas/Fort Worth, Las Vegas, Los Angeles, San Diego | [ 17 ] |
| United Airlines    | Chicago–O'Hare, Denver Seasonal: Houston–Intercontinental | [ 18 ] |
| Volaris            | Guadalajara, León/Del Bajío, Morelia, Zacatecas | [ 19 ] |
| Zipair Tokyo       | Seasonal: Tokyo–Narita | [ 20 ] |

## Статистика

### Топ дестинације
| Ранг | Цити                        | Путници |
| ---- | --------------------------- | ------- |
| 1    | Сан Дијего, Калифорнија     | 581,790 |
| 2    | Сијетл/Такома, Вашингтон    | 489,530 |
| 3    | Лас Вегас, Невада           | 481.920 |
| 4    | Лос Анђелес, Калифорнија    | 450,860 |
| 5    | Денвер, Колорадо            | 320,700 |
| 6    | Пхоеник-Ски Харбор, Аризона | 315,490 |
| 7    | Округ Оранге, Калифорнија   | 284,830 |
| 8    | Портланд, Орегон            | 267,440 |
| 9    | Хонолулу, Хаваји            | 232,870 |
| 10   | Бурбанк, Калифорнија        | 215,280 |

| Ранг | Цити                                  | Путници |
| ---- | ------------------------------------- | ------- |
| 1    | Гвадалахара, Мексико                  | 190,661 |
| 2    | Сан Хосе дел Кабо, Мексико            | 78,884  |
| 3    | Пуерто Ваљарта, Мексико               | 58,758  |
| 4    | Морелија, Мексико                     | 43,886  |
| 5    | Лондон–Хитроу, Уједињено Краљевство   | 33,926  |
| 6    | Гуанахуато, Мексико                   | 26,418  |
| 7    | Зацатецас, Мексико                    | 23,514  |
| 8    | Мексико Сити – Бенито Хуарез, Мексико | 22,817  |

### Тржишни удео авио-компанија
| Ранг | Аирлине            | Путници   | Схаре  |
| ---- | ------------------ | --------- | ------ |
| 1    | Соутхвест Аирлинес | 7,079,000 | 63,85% |
| 2    | СкиВест Аирлинес   | 921.000   | 8,31%  |
| 3    | Аласка Аирлинес    | 821.000   | 7,41%  |
| 4    | Делта Аир Линес    | 627.000   | 5,65%  |
| 5    | Америцан Аирлинес  | 457.000   | 4,13%  |
| 6    | Остало             | 1,182,000 | 10,66% |

### Годишњи промет
Погледајте необрађени захтев + реф. на Wikidata.
| Year | Passengers | Year | Passengers | Year | Passengers |
| ---- | ---------- | ---- | ---------- | ---- | ---------- |
| 1998 | 10,506,173 | 2008 | 9,720,150  | 2018 | 14,319,292 |
| 1999 | 11,452,334 | 2009 | 8,321,750  | 2019 | 15,650,444 |
| 2000 | 13,096,523 | 2010 | 8,246,342  | 2020 | 4,711,577  |
| 2001 | 13,074,467 | 2011 | 8,356,981  | 2021 | 7,357,441  |
| 2002 | 11,117,457 | 2012 | 8,296,392  | 2022 | 11,333,723 |
| 2003 | 10,601,190 | 2013 | 8,783,319  | 2023 | 12,097,160 |
| 2004 | 11,046,489 | 2014 | 9,385,212  | 2024 | 11,851,270 |
| 2005 | 10,891,466 | 2015 | 9,799,527  | 2025 |            |
| 2006 | 10,708,068 | 2016 | 10,796,725 | 2026 |            |
| 2007 | 10,658,191 | 2017 | 12,480,232 | 2027 |            |